# Branislav Sluka
Branislav Sluka (Žilina, 23 gennaio 1999) è un calciatore slovacco, difensore del Komárno.

## Caratteristiche tecniche
È un terzino sinistro.

## Carriera
Cresciuto nel settore giovanile dello Žilina, ha esordito in prima squadra il 28 luglio 2018 disputando l'incontro di Superliga vinto 2-1 contro il Nitra.

## Statistiche
Statistiche aggiornate all'8 maggio 2019.

### Presenze e reti nei club
| Stagione        | Squadra         | Campionato      | Campionato | Campionato | Coppe nazionali | Coppe nazionali | Coppe nazionali | Coppe continentali | Coppe continentali | Coppe continentali | Altre coppe | Altre coppe | Altre coppe | Totale | Totale | Totale |
| Stagione        | Squadra         | Comp            | Pres       | Reti       | Comp            | Pres            | Reti            | Comp               | Pres               | Reti               | Comp        | Pres        | Reti        | Pres   | Reti   |        |
| --------------- | --------------- | --------------- | ---------- | ---------- | --------------- | --------------- | --------------- | ------------------ | ------------------ | ------------------ | ----------- | ----------- | ----------- | ------ | ------ | ------ |
| 2015-2016       | Žilina II       | 1L              | 1          | 0          |                 | -               | -               |                    | -                  | -                  |             | -           | -           | 1      | 0      |        |
| 2016-2017       | Žilina II       | 1L              | 6          | 1          |                 | -               | -               |                    | -                  | -                  |             | -           | -           | 6      | 1      |        |
| 2017-2018       | Žilina II       | 1L              | 19         | 0          |                 | -               | -               |                    | -                  | -                  |             | -           | -           | 19     | 0      |        |
| 2018-2019       | Žilina II       | 1L              | 2          | 1          |                 | -               | -               |                    | -                  | -                  |             | -           | -           | 2      | 1      |        |
| 2018-2019       | Žilina          | SL              | 27         | 3          | CS              | 5               | 1               |                    | -                  | -                  |             | -           | -           | 32     | 4      |        |
| Totale carriera | Totale carriera | Totale carriera | 55         | 5          |                 | 5               | 1               |                    | -                  | -                  |             | -           | -           | 60     | 6      |        |